# رافائل سلیا
رافائل سلیا (انگلیسی: Raffaele Celia؛ زادهٔ ۴ مارس ۱۹۹۹) بازیکن فوتبال است.
او همچنین در تیم‌های ملی فوتبال زیر ۱۵ سال ایتالیا و زیر ۱۶ سال ایتالیا بازی کرده‌است.